# 하서사군
하서사군(河西四郡)은 서한(西漢) 무제(武帝) 시기 하서주랑(河西走廊)에 설치된 4개의 군(郡)이다. 설치 연도 순서에 따라 나열하면, 주천군(酒泉郡), 무위군(武威郡) 돈황군(敦煌郡), 장액군(張掖郡) 순서이다. 동에서 서로의 순서대로 나열하면, 무위군, 장액군, 주천군,돈황군 순서이다.

## 유래
하서사군은 원래 월지(月氏) 땅이었다. 묵특선우(冒頓單于) 시기 흉노(匈奴) 우현왕(右賢王)이 월지를 격파하면서 흉노 땅으로 병합하였다.
기원전 121년, 흉노 혼야왕(昆邪王) 과 휴저왕(休屠王)이 한에 투항하였다. 한이 항복한 흉노인 4만여 명을 농서(隴西), 북지(北地), 상군(上郡), 삭방(朔方) 및 운중(雲中)에 배치하였다. 이를 오속국(五屬國)이라 한다. 이후 한은 혼야왕과 휴저왕이 원래 유목한 곳에 주천군을 설치하였다.
기원전 111년, 장액군과 돈황군이 주천군에서 분리되어 나왔다.
기원전 101년, 무위군이 건립되었다. 하서사군이 이로써 완성되었다. 한은 하서사군에 주둔한 외에 한인을 대량으로 이민시켜 개간하게 하여 통제력을 넓혀 갔다.

## 의의
비효통(費孝通)은 하서사군의 설립으로 하서지구가 점차 유목지역에서 농업지역으로 변화하게 되었다고 본다. 이는 유목 흉노와 강족(羌族)과의 연계를 갈랐다. 동시에 한조로 하여금 천산(天山) 이남 농업 국가들 및 천산 이북의 발카슈 호수(Lake Balkhash, 巴尔喀什湖) 일대 유목 민족 오손(烏孫)과 흉노 격퇴 동맹을 결성하게 하였다. 이후 천산 이남 농업 국가들이 모두 한에 신복하였고, 한의 판도에 들어왔으며, 이로 인해 한의 힘이 강해졌고, 흉노의 힘은 약해졌다. 결국 이러한 신흥 농업 지대는 중원 농업 지대와 천산 이남 농업 지대를 연결시켰다. 이는 실크로드의 개통에 편의를 제공하였다. 동방과 서방의 연결에도 매우 중요한 역할을 수행하였다.。

## 같이 보기
- 하서주랑(河西走廊)
- 한사군(漢四郡)